# Braubach (Verbandsgemeinde)
Braubach est une Verbandsgemeinde (collectivité territoriale) de l'arrondissement de Rhin-Lahn dans la Rhénanie-Palatinat en Allemagne. Le siège de cette Verbandsgemeinde est dans la ville de Braubach.
Le 1er juillet 2012, la commune fusionnée de Braubach a été dissoute. Les municipalités font aujourd'hui partie de la nouvelle commune fusionnée de Braubach-Loreley.
La Verbandsgemeinde de Braubach consiste en cette liste d'Ortsgemeinden (municipalités locales):

Localisation du Verbandsgemeinde de Braubach dans l'arrondissement de Rhin-Lahn

1. Braubach
2. Dachsenhausen
3. Filsen
4. Kamp-Bornhofen
5. Osterspai